# Henry Melton
Henry Melton (Cedar Hill, 11 ottobre 1986) è un giocatore di football americano statunitense che gioca nel ruolo di defensive tackle per i Denver Broncos della National Football League (NFL). Fu scelto nel corso del quarto giro (105º assoluto) del Draft NFL 2009 dai Chicago Bears. Al college ha giocato a football coi Texas Longhorns con cui nel ruolo di running back vinse il campionato NCAA nel 2005.

## Carriera professionistica

### Chicago Bears
Melton fu scelto dai Chicago Bears nel corso del quarto giro del Draft 2009. Il 29 maggio 2009 firmò un contratto quadriennale coi Bears. Durante una gara di pre-stagione, Melton ritornò un kickoff per 20 yard. Melton fece registrare il suo primo sack nella NFL ai danni di Brett Favre durante la gara della settimana 10 dei Minnesota Vikings.
Nel 2011, Melton fece registrare un primato in carriera di 7 sack, il terzo massimo per un defensive tackle, dietro Geno Atkins dei Cincinnati Bengals e Tommy Kelly degli Oakland Raiders, entrambi con 7,5 sack. Melton e il compagno Roberto Garza furono inseriti nell'All-Joe Team di USA Today.
Nella gara di debutto della stagione 2012 contro gli Indianapolis Colts, Melton mise a segno due sack su Andrew Luck, coi Bears che vinsero 41-21. Il 26 dicembre, Melton fu convocato per il primo Pro Bowl in carriera.
Il 1º marzo 2013, i Bears annunciarono di voler applicare la franchise tag su Melton, assicurandogli un contratto di 8,45 milioni di dollari per la stagione 2013. Nella terza gara della stagione contro i Pittsburgh Steelers però si ruppe il legamento crociato anteriore, perdendo tutto il resto dell'annata.

### Dallas Cowboys
Il 18 marzo 2014, Melton firmò un contratto di un anno coi Dallas Cowboys. Nel Monday Night Football della settimana 8 contro i Redskins mise a segno due sack su Colt McCoy. La sua unica stagione in Texas si chiuse al secondo posto nella squadra con 5 sack.

### Tampa Bay Buccaneers
Il 12 marzo 2015, Melton firmò un contratto annuale coi Tampa Bay Buccaneers, ritrovando il suo ex allenatore ai Bears Lovie Smith. Nell'unica annata con la squadra mise a segno 30 placcaggi e 2 sack, disputando tutte le 16 partite, una sola delle quali come titolare.

### Denver Broncos
Il 21 agosto 2016, Melton firmò un contratto di un anno coi Denver Broncos.

## Palmarès
- Convocazioni al Pro Bowl: 1

2012
- Campione NCAA: 1

Texas Longhorns: 2005

## Statistiche
| Partite totali      | 79   |
| Partite da titolare | 35   |
| Tackle              | 134  |
| Sack                | 22,5 |
| Intercetti          | 0    |
| Fumble forzati      | 4    |

Statistiche aggiornate alla stagione 2015